# Електрокардиограма
Електрокардиограмата (акроним на български: ЕКГ или EKG, от немски: Elektrokardiogramm) е записаният изходен резултат на електрическата активност на сърцето. Електрическото напрежение, произведено от електрическата проводимост на сърцето, измерено през кожата в различни точки чрез електроди, за определен период от време се записва на лентата, или на екрана на компютъра.
Проверката на електрическата активност на сърцето е неинвазивен тест, широко разпространен в болници и клиники. Резултатите могат да предоставят информация за физиологичното състояние на сърцето в покой или при натоварване и показват сърдечни заболявания, като миокарден инфаркт и аритмии.
Има 12 отвеждания – 6 периферни и 6 прекордиални. На крайниците са 3 двуполюсни и 3 еднополюсни отвеждания.

## История
В XIX век става ясно, че сърцето, в процеса на своята дейност, генерира електрически импулси.
Първите електрокардиограми са записани от Габриел Липман чрез използване на живачен електрометър. Кривите които той е записал са с монофазен характер и само напомнят съвременните ЕКГ.
Опитите са продължени от Вилем Ейнтховен, който конструира специален прибор, струнен галванометър, позволяващ регистрирането на ЕКГ. Той въвежда съвременната терминология на кривите на ЕКГ и описва някои нарушения в работата на сърцето. За тези си постижения е отличен с Нобелова награда за физиология или медицина през 1924 година.